# 테트라켄트론과

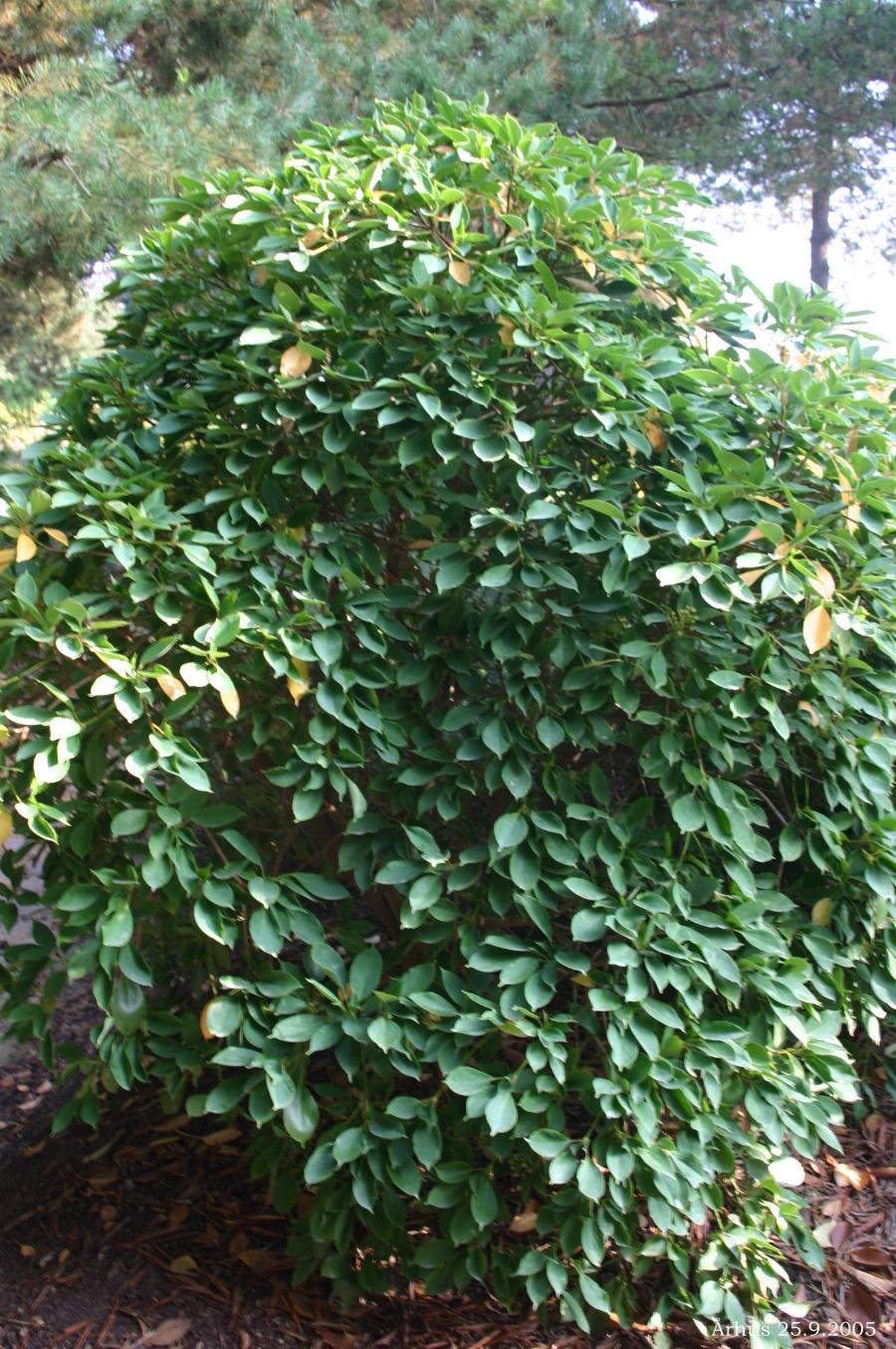

테트라켄트론과(tetracentron科, 학명: Tetracentraceae 테트라켄트라케아이[*])는 과거에 인정되었던 과이다.
2003년의 APG II 식물 분류 체계에서는 이 과를 공시적으로 사용하지는 않았다; 이 식물들을 수레나무과 내에 포함되는 것으로 추측했다. 그러나 APG와 APG II는 진정쌍떡잎식물에 기초 계통군 속에 놓음으로써, 테트라켄트론과의 분리를 허용하고 있다.
이 분리는 계통의 양쪽에 2개의 과를 각각 두고 있다; 테트라켄트론(Tetracentron sinense)가 속한 테트라켄트론과와 수레나무(Trochodendron aralioides)가 속한 수레나무과. 이들 두 종은 속씨식물로써는 매우 드물게도, 물관이 없는 2차 목질부의 특징을 공유하고 있다. 물관없는 나무라는 원시성을 보여주기 때문에 이들 두 종은 분류학적으로 항상 관심을 받아왔다.
1981년의 크론퀴스트 분류 체계는 이들 두 과를 쌍떡잎식물강의 주록나무아강의 수레나무목으로 분류하였다.
달그렌 분류 체계에서도 과(科)와 목(目)의 등급에서는 같은 선택을 했으나, 목(目)이 목련아강의 장미상목 하위에 분류되어 있었다.
1964년에 최종 경신된 엥글러 분류 체계에서는 오히려 더 큰 목인 쌍떡잎식물강의 이판화아강 내의 목련목에 두 과를 분류시켰다.
1935년에 최종 경신된 베트슈타인 분류 체계에서는 쌍떡잎식물강의 이판화아강 내의 Polycarpicae목(목련목의 이전 이름)에 분류시킨 수레나무과에 그 2개의 종을 통합했다